# ژانگ جیکه
ژانگ جیکه (چینی ساده شده: 张继 科، به چینی سنتی: 張繼 科، پینیین: ژانگ Jìkē؛ زاده ۱۶ فوریه ۱۹۸۸) یک بازیکن تنیس روی میز چین است. شهرت او پس از بازیکن فوتبال زیکو قرار دارد.
ژانگ جیکه قهرمان المپیک در انفرادی است. هنگامی که موفق به کسب مدال طلای انفرادی در المپیک ۲۰۱۲ شد. او چهارمین کسی شد که توانسته است موفق به کسب گرند اسلم شود. سه بازیکن دیگر عبارتند از :جان-او والدنر (در سال ۱۹۹۲)، لیو گیولیانگ (در سال 1996) و کنگ لینگوای (در سال 2000). او با این حال تنها کسی است که توانسته این افتخارات را با هم کسب کند. او پس از کسب مقام اول قهرمانی جهان در سال ۲۰۱۱ در رتردام به صورت متوالی موفق به کسب مقام اول جام جهانی همان سال و سپس کسب مقام اول المپیک ۲۰۱۲ شد. او سریع بازیکنی است که توانسته گرند اسلم را فقط در ۴۴۵ روز ببرد.
وی در مسابقات کشوری و بین‌المللی در مجموع برنده ۱۳ مدال طلا، ۳ مدال نقره، ۳ مدال برنز شده‌است.

## زندگی شخصی
در 28 مارس 2018 در صفحه ی ویبو خود، رابطه خود با جینگ تیان را رسمی اعلام کرد.